# Ermita del Cristo del Campo
La ermita del Cristo del Campo (con otras denominaciones como ermita del Santísimo Cristo del Campo) es un santuario campestre religioso situado en las cercanías del núcleo poblacional de San Vitero (provincia de Zamora). Es un punto de congregación de dos romerías anuales importantes dentro de la comarca de Aliste. Celebraciones populares que suelen congregar a los alistanos de los municipios vecinos en romerías y mercados cada 19 de marzo y 8 de septiembre (Ambas denominadas del «Santo Cristo» o simplemente «del Cristo»). En ambas se suele hacer exposición de y subasta de asnos y burros de razas alistanas.

## Características
El edificio se compone de una iglesia, una hospedería y una Casa del Ermitaño. Se desconoce la fecha de construcción. Destaca de su edificación una espadaña con vanos para tres campanas. A finales de la primera década del siglo XXI sufrió una restauración en su cubierta.